# .no
.no es el dominio de nivel superior geográfico (ccTLD) para Noruega.